# Pylaisiella polyantha
Pylaisiella polyantha là một loài Rêu trong họ Hypnaceae. Loài này được (Hedw.) Grout miêu tả khoa học đầu tiên năm 1896.